# Preußische EV 5 (1. Besetzung)
Die Preußische EV 5 war eine von dem preußischen Königlichen Eisenbahn-Zentralamt 1910 beschaffte Elektrolokomotive für den Versuchsbetrieb mit elektrischer Traktion.
Sie war zunächst als WGL für „Wechselstromgüterzuglokomotive“ klassifiziert und mit 10203 nummeriert, wurde dann 1912 mit dem neuen preußischen Klassifikationssystem für Elektrolokomotiven als EV 5 bezeichnet.
Nachdem die EV 5 außer Dienst gestellt war, wurde die Betriebsnummer von einer danach gelieferten Maschine der Altonaer Hafenbahn benutzt, diese erhielt erneut die Nummer EV 5 – in zweiter Besetzung.

## Konstruktion
Die Lokomotive hatte einen Außenrahmen aus Stahlblech mit drei starr darin gelagerten Radsätzen. Auf dessen hinteren Ende befand sich ein voll verkleidetes und rundum mit Fenstern versehenes Führerhaus, dessen Dach einen Scherenstromabnehmer mit zwei Schleifbügeln trug. Die einzelnen Aggregate für die Stromversorgung und Nebenbetriebe waren mit jeweils eigenen Schutzgehäusen ansonsten frei stehend auf dem Rahmen befestigt. Optisch sah dieses Fahrzeug damit auch sehr „versuchsmäßig“ aus.
Von den unterschiedlich großen Radsätzen waren die größeren Räder vorn und hinten mit jeweils einem Repulsionsmotor nach Winter-Eichberg über einen Tatzlagerantrieb angetrieben. Der kleinere, mittlere Radsatz war als reines Stützrad bzw. Laufachse ausgeführt.

## Elektrischer Antrieb
Die ungewöhnliche Oberleitungs-Speisespannung von 6,3 kV und der Frequenz von 25 Hz wurde als Folge der Übernahme aus dem Versuchsbetrieb von 1903 bis 1905 auf der Zweigbahn Schöneweide–Spindlersfeld verwendet.
Zum  Herabtransformieren der hohen Spannung für den Motorbetrieb diente ein fremdbelüfteter Trockentransformator auf dem vorderen Ende des Rahmens sowie zur Leistungs-Regulierung ein Ringkern-Stelltransformator.

## Einsatz
Der hauptsächliche Einsatz erfolgte auf dem zusätzlich mit einer Oberleitung ausgestatteten Rundkurs der Oberbau-Versuchsstrecke bei Oranienburg. Die EV 5 war mit Ausnahme des Besuches in Altona von 1910 bis 1923 dem Bahnbetriebswerk Oranienburg zugeordnet.
Sie wurde allem Anschein nach ab Mai 1911 – noch als WGL 10203 – für zwei Monate bei der Altonaer Hafenbahn zur Erprobung der neu installierten elektrischen Fahrleitung im dortigen langen Tunnel verwendet. Nach der Rückkehr von Altona wurde die nunmehrige EV 5 weiterhin im ferngesteuerten Dauerbetrieb auf dem Rundkurs bei Oranienburg bis 1913 eingesetzt. Es wird vermutet, dass sie während des Weltkrieges und danach bis zur offiziellen Ausmusterung 1923 abgestellt und unbenutzt blieb.